# Scottish Third Division 2000/01
Die Scottish Football League Third Division wurde 2000/01 zum insgesamt siebten Mal unter diesem Namen ausgetragen. Es war zudem die siebte Austragung der Third Division als nur noch vierthöchste schottische Liga. In der vierthöchsten Fußball-Spielklasse der Herren in Schottland traten in der Saison 2000/01 10 Klubs in insgesamt 36 Spieltagen gegeneinander an. Jedes Team spielte jeweils viermal gegen jedes andere Team. Bei Punktgleichheit zählte die Tordifferenz.
Die Meisterschaft gewann Hamilton Academical, das sich gleichzeitig zusammen mit dem Tabellenzweiten FC Cowdenbeath, die Teilnahme an der Second Division-Saison 2001/02 sicherte. Torschützenkönig mit 24 Treffern wurde David McFarlane von Hamilton Academical.

## Vereine
| Verein                | Stadt       | Stadion                                  |
| --------------------- | ----------- | ---------------------------------------- |
| Albion Rovers         | Coatbridge  | Cliftonhill                              |
| Brechin City          | Brechin     | Glebe Park                               |
| FC Cowdenbeath        | Cowdenbeath | Central Park                             |
| FC Dumbarton          | Dumbarton   | Cliftonhill / Dumbarton Football Stadium |
| FC East Fife          | Methil      | Bayview Stadium                          |
| FC East Stirlingshire | Falkirk     | Firs Park                                |
| Elgin City            | Elgin       | Borough Briggs                           |
| Hamilton Academical   | Hamilton    | Douglas Park                             |
| FC Montrose           | Montrose    | Links Park                               |
| FC Peterhead          | Peterhead   | Balmoor Stadium                          |

## Statistiken

### Abschlusstabelle
| Pl. | Verein                  | Sp. | S  | U  | N  | Tore    | Diff. | Punkte |
| --- | ----------------------- | --- | -- | -- | -- | ------- | ----- | ------ |
| 1.  | Hamilton Academical (A) | 36  | 22 | 10 | 4  | 075:300 | +45   | 76     |
| 2.  | FC Cowdenbeath          | 36  | 23 | 7  | 6  | 058:310 | +27   | 76     |
| 3.  | Brechin City            | 36  | 22 | 6  | 8  | 071:360 | +35   | 72     |
| 4.  | FC East Fife            | 36  | 15 | 8  | 13 | 049:460 | +3    | 53     |
| 5.  | FC Peterhead (N)        | 36  | 13 | 10 | 13 | 046:460 | ±0    | 49     |
| 6.  | FC Dumbarton            | 36  | 13 | 6  | 17 | 046:490 | −3    | 45     |
| 7.  | Albion Rovers           | 36  | 12 | 9  | 15 | 038:430 | −5    | 45     |
| 8.  | FC East Stirlingshire   | 36  | 10 | 7  | 19 | 037:690 | −32   | 37     |
| 9.  | FC Montrose             | 36  | 6  | 8  | 22 | 031:650 | −34   | 26     |
| 10. | Elgin City (N)          | 36  | 5  | 7  | 24 | 029:650 | −36   | 22     |

Platzierungskriterien: 1. Punkte – 2. Tordifferenz – 3. geschossene Tore – 4. Direkter Vergleich (Punkte, Tordifferenz, geschossene Tore)
| Saison 2000/01 |

| Zum Saisonende 1999/2000 |                                                |
| (A)                      | Absteiger aus der Second Division              |
| (N)                      | Neuaufsteiger aus der Highland Football League |